# رمرتن (جورجیا)
رمرتن، جورجیا (به انگلیسی: Remerton, Georgia) یک شهر در ایالات متحده آمریکا با جمعیت ۱٬۱۲۳ نفر است که در جورجیا واقع شده‌است.

## موقعیت جغرافیایی
موقعیت جغرافیایی شهرها و مناطق اطراف به شرح زیر است: